# Oreillette (botanique)
Pour les articles homonymes, voir Oreillette et Auricule.

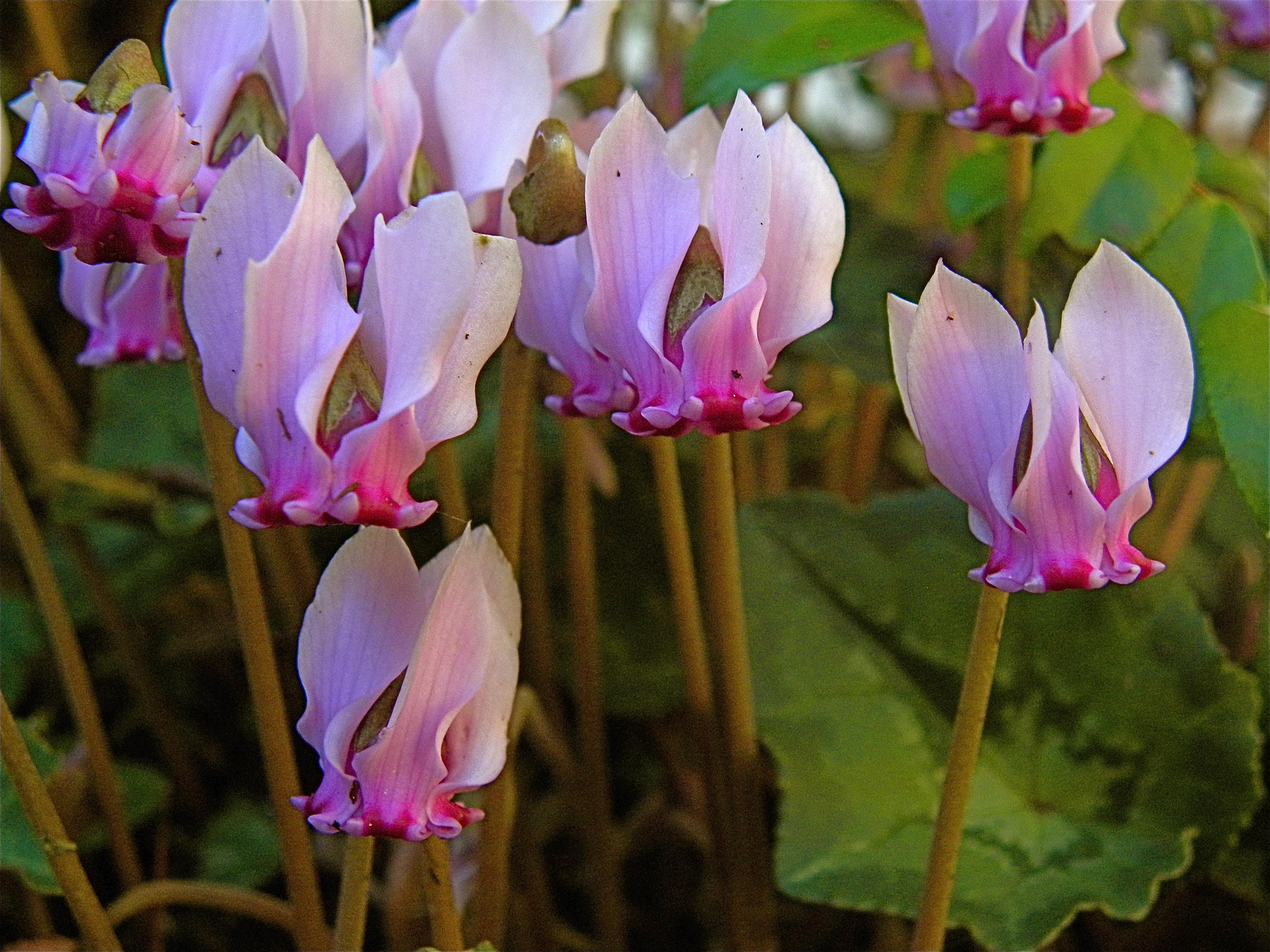
Fleurs de Cyclamen hederifolium montrant des oreillettes très développées à la base des pétales.

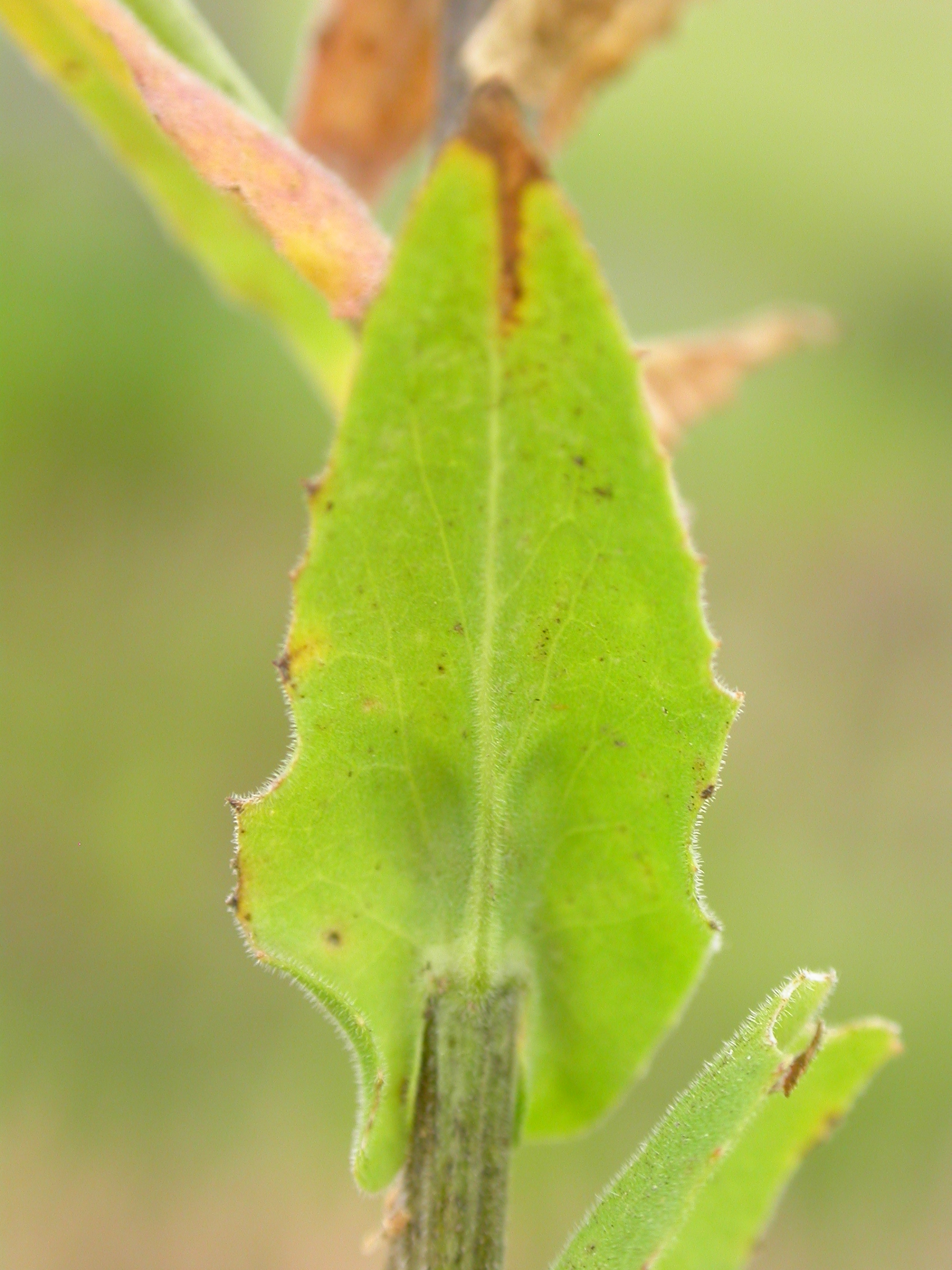
Feuilles de Lepidium campestre auriculées à la base.

En botanique, les oreillettes, ou auricules (du latin auricula), sont des appendices situés à la base du limbe d'une feuille ou d'une bractée embrassante, d'un pétale ou encore à la base du pétiole, de part et d'autre de la ligne d'insertion.
Un organe pourvu d'oreillettes est dit « auriculé ».

## Poaceae

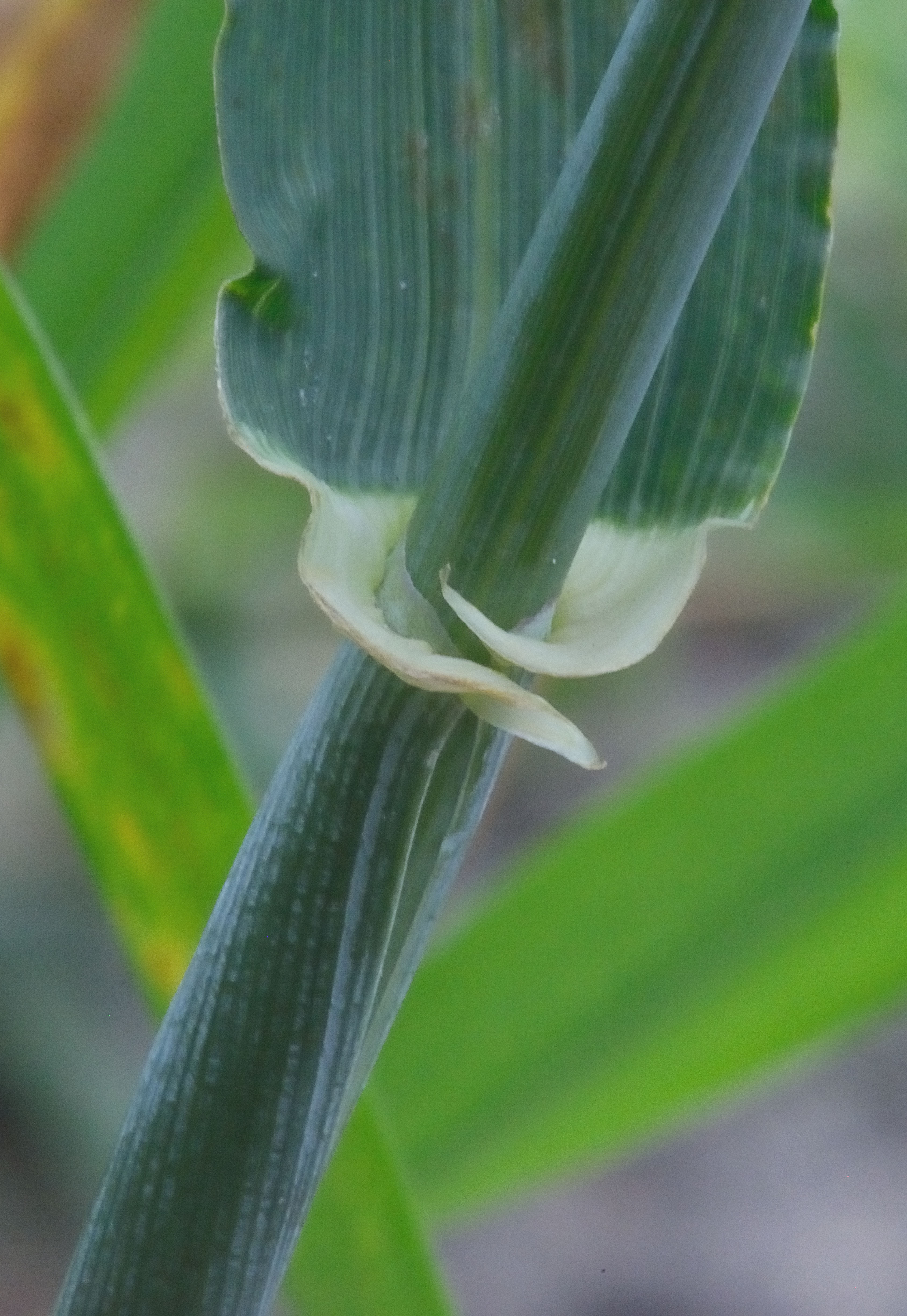
Oreillettes entrecroisées chez Hordeum vulgare.

Chez les plantes de la famille des Poaceae (graminées), les oreillettes sont des expansions symétriques du limbe, à la base de celui-ci à la jonction avec le gaine foliaire. Ces expansions, peuvent rester dans le plan du limbe foliaire, ou s'infléchir. Elles peuvent également s'entrecroiser, comme chez les plantes du genre Hordeum. Leur forme variable, leur caractère cilié ou non, leur couleur, leur taille, leur présence ou leur absence, sont autant de caractères taxinomiques importants pour distinguer les différents genres de graminées.